# Olympia (Amsterdam)

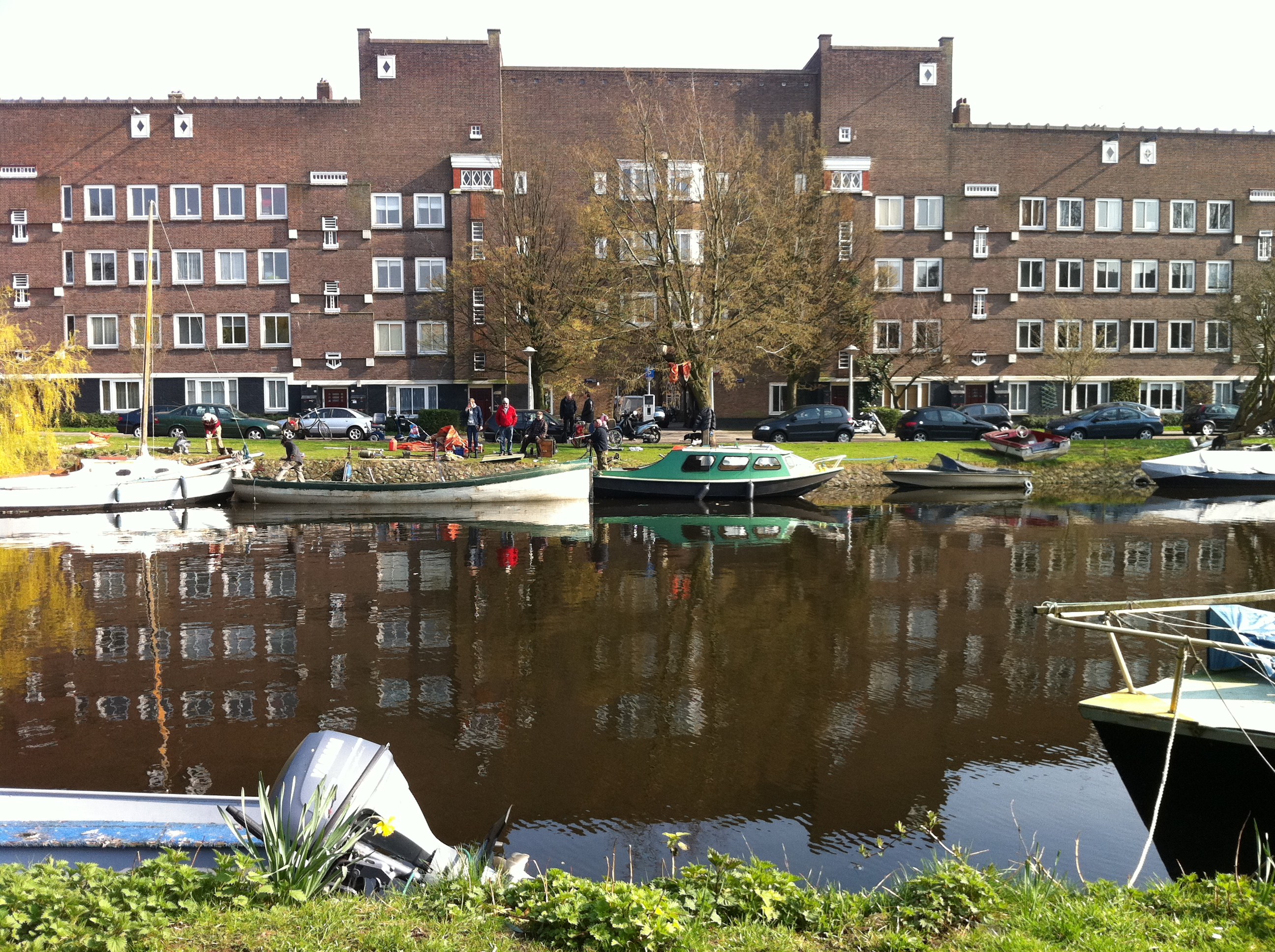
Olympia aan de zijde van de Olympiakade Amsterdam

Olympia is een beeldbepalend complex van vijf bouwblokken in Amsterdam van woningcorporatie Ymere met meer dan 500 arbeiderswoningen en bedrijfsruimten. Het staat in de Marathonbuurt, onderdeel van de Stadionbuurt in Amsterdam-Zuid en wordt begrensd door de Turnerstraat, Olympiaweg, Speerstraat en Olympiakade. Aan de Speerstraat wordt het wooncomplex onderbroken door een schoolgebouw. Olympia is in de periode 1924-1926 gebouwd naar ontwerp van de bekende architect Jan Gratama in de stijl van de Amsterdamse School. Het hele complex is een gemeentelijk monument.

## Plan Zuid
De Marathonbuurt maakt deel uit van de Gordel '20-'40 en is gebaseerd op Plan Zuid, de uitbreiding van Amsterdam aan de zuidkant van de stad in de eerste helft van de 20e eeuw. Aan de basis van dit plan lag het stedenbouwkundig ontwerp van de bekende architect H.P. Berlage. Gratama had dit ontwerp uitgewerkt in een concreter stedenbouwkundig plan voor de Stadionbuurt, dat aan de basis stond van het aangezicht van die nieuwe buurt.
Olympia is niet het enige bouwwerk in de Stadionbuurt van de hand van Gratama zelf. Samen met architect Jan-Willem Dinger (1891-1986) ontwierp hij de oneven (noord-)zijde van de Marathonweg tussen Olympiaweg en Olympiaplein, en daarmee ook de hoekgebouwen Marathonweg / Hygieaplein aan de noordzijde, het complete blok omsloten door Marathonweg, Olympiaplein en Achillesstraat, en Achillesstraat 22 t/m 34.
De bebouwing zuidwestelijk van de Marathonweg ontwierpen Dinger en Gratama ook en vormt een architectonische eenheid hiermee, maar dit ontwerp werd verkocht aan bureau Gulden en Geldmaker, die in opdracht van woningcorporatie Zomers Buiten kleine wijzigingen in aanbracht binnen en buiten de woning. Dit lange lint van bebouwing, die op het Hygiëaplein wordt onderbroken door twee scholen, heeft daardoor enkele subtiele verschillen met de overkant en staat nu op naam van deze architecten.
Alle andere complexen en woningen in de Marathonbuurt zijn werkelijk door andere architecten ontworpen, die Gratama zelf mocht aanwijzen als supervisor van de Stadionbuurt. Het werden A.M.J. Sevenhuysen, C.J. Blaauw, Tj. Kuipers samen met A. Ingwersen en Ernst Roest, J. Gratama met G. Versteeg, G.F. la Croix, W. Noorlander, J. Kuyt en J.J.L. Moolenschot.

## Geschiedenis
Medio jaren twintig van de 20e eeuw wenste het Rijk minder geld te besteden aan de volkshuisvesting dan sinds de invoering van de Woningwet in 1902 was gebeurd. Men vond dat er na de Eerste Wereldoorlog genoeg was gebouwd door de overheid, en men achtte het beter om de bouwproductie weer over te laten aan particulieren. Niet iedereen binnen de gemeente Amsterdam was het daar niet mee eens, maar de Dienst Publieke Werken gaf vervolgens wel ijverig bouwkavels uit in Amsterdam-Zuid aan particuliere beleggers, die hier voornamelijk complexen met middenstandswoningen gingen bouwen. Er bleef steeds minder bouwgrond over voor arbeiderswoningen, ook de bouwgrond bij het Stadion, waarvoor al fraaie ontwerpen met volkswoningbouw waren gemaakt, dreigde aan particuliere beleggers te worden verkocht. Onder deze tijdsdruk zon men op allerlei mogelijkheden om toch maar overheidsbouw neer te zetten: hetzij door zelf te bouwen, hetzij door de woningcorporaties te laten bouwen. Een mogelijkheid deed zich voor toen de N.V. Bouw- en Exploitatiemaatschappij Haga aanbood om voor de gemeente volkswoningen neer te zetten. Deze maatschappij kon zodoende gebruikmaken van een rijksbijdrage voor particulieren en wilde de woningen tegen vaste prijzen aan de gemeente verkopen.

### Beheer door woningbouwvereniging
In eerste instantie was de gemeente niet zo enthousiast over dit aanbod, omdat ze op die manier niet kon profiteren van eventuele prijsdalingen van de bouwkosten. Maar uiteindelijk kwam er toch overeenstemming met de bouwer. Er werd besloten dat de Algemene Woningbouw Vereniging (AWV) de woningen na de oplevering zou beheren. Voorwaarde was wel dat 10% van de opgeleverde woningen door de gemeente zelf zou worden toegewezen en dus niet door de woningbouwvereniging.

### Onverwachte wending
De AWV besloot vlak voor de oplevering van de eerste woningen toch af te zien van het beheer. In juli 1925 liet de AWV aan de gemeente weten dat zij om diverse redenen het Olympiacomplex niet zou overnemen. Ondanks aandringen van de gemeente en nieuwe onderhandelingen was de AWV onvermurwbaar.

### Gemeente doet het zelf

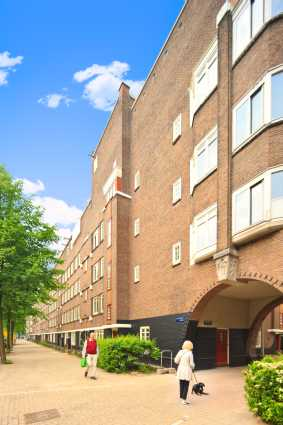
Het Olympia-complex van Ymere aan de Olympiaweg

De gemeente overwoog nog even om met andere woningbouwverenigingen gesprekken te beginnen om te polsen of zij het complex in beheer wilden nemen, maar daar kwam de gemeente al snel van terug. Men besefte dat die onderhandelingen waarschijnlijk ook enige tijd zouden gaan duren, de leegstand zou in deze tijden van hoge woningnood niet zijn uit te leggen aan de bevolking en al die tijd zou de gemeente renteverlies lijden op een complex dat zo goed als gereed was. Daardoor kwam het beheer in handen van de in 1915 opgerichte Gemeentelijke Woningdienst Amsterdam. In oktober 1925 trokken de eerste huurders in de eerste nieuwe sociale huurwoningen. Ook de verhuur van de overige woningen verliep vlotjes, behalve van enkele woningen die geen veranda hadden en enkele woningen in de binnenstraten.
In 1926 leverde de bouwer met het Olympia-complex 535 woningen op, 8 winkelwoningen en bergplaatsen en één kantoortje (oorspronkelijk woning).

### Rijwielbergplaats
Doordat in Olympia vrijwel uitsluitend portiekwoningen waren gebouwd, voorzag de architect problemen met de rijwielen, waarmee vrijwel alle arbeiders naar hun werk gingen. In andere complexen beschadigden gestalde fietsen in de portieken veelal wanden en deuren. Daarom kreeg dit complex een inpandige fietsenstalling, die werd geëxploiteerd door een rijwielhandelaar die in het complex woonde. Ieder huishouden van het Olympia-complex kreeg het recht om één fiets gratis te stallen.

### Tehuis voor werkende meisjes
Eén pand aan de Olympiakade werd in 1926 verhuurd aan de Vereeniging Tehuizen voor Werkende Meisjes. Het beheer ervan werd echter steeds problematischer. In 1980 besloot de gemeente om de huur op te zeggen. Het pand kwam leeg te staan, waarna de woningen werden verbouwd tot tien zelfstandige hateenheden.

### School
De school die het woonblok Olympia onderbreekt in de Speerstraat, is opgericht als de Protestants-christelijke basisschool Elout van Soeterwoude, vernoemd naar Jonkheer Mr. Pieter Jacob Elout van Soeterwoude (1805-1893), een voorman van de Anti-Revolutionairen in de Haagse politiek in de tweede helft van de negentiende eeuw. Het is in de jaren 20 van de 20e eeuw gebouwd. Het woonblok is daarna om de school heen gebouwd. De school is niet ontworpen door Jan Gratama, maar door architect Ernst Adolph Christiaan Roest (1875-1952). Ernst Roest bekleedde ook verschillende functies in gereformeerde schoolbesturen in Amsterdam, en ontwierp daardoor meer protestants-christelijke schoolgebouwen in Amsterdam, zoals de christelijke HBS (het huidige Sweelinck College) aan de Moreelsestraat in het Museumkwartier.

## Renovaties

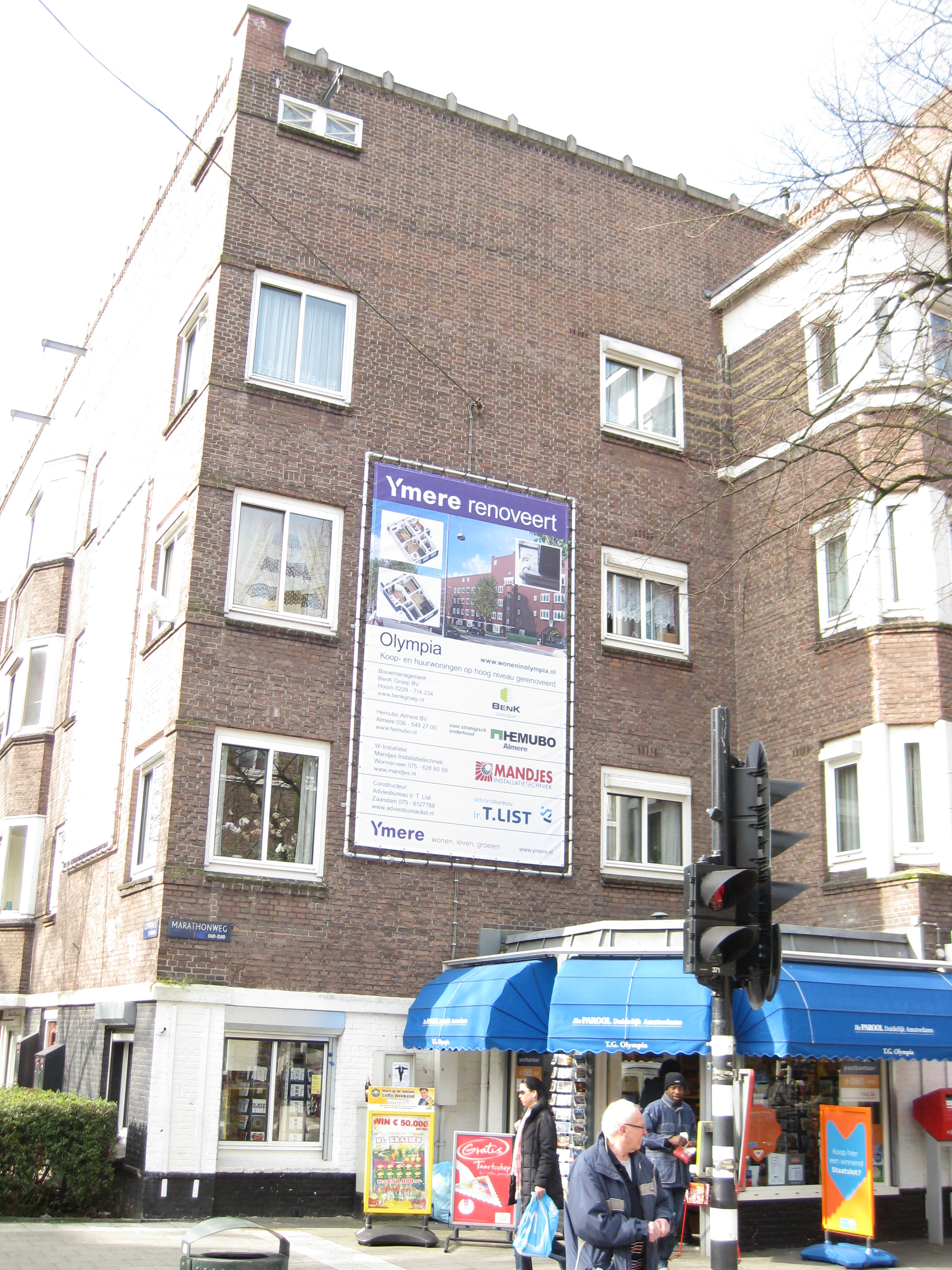
Olympia hoek Marathonweg / Olympiaweg Amsterdam

Begin jaren tachtig was renovatie van het complex dringend noodzakelijk geworden. Het Ministerie van Sociale Zaken en Werkgelegenheid had een regeling, waardoor het Rijk uit oogpunt van werkgelegenheid twee derde van de renovatiekosten voor zijn rekening zou nemen (tien van de vijftien miljoen gulden), als de gemeente de rest betaalde. Na lang wikken en wegen stemde de gemeente hiermee in. In 1984 en 1985 werd het groot onderhoud uitgevoerd. Het casco werd verbeterd, maar bewoners kregen ook de keuze om tegen een kostendekkende huurverhoging verbeteringen te laten aanbrengen zoals douches.
Vijfentwintig jaar later was opnieuw een grondige renovatie noodzakelijk. Deze renovatie vond plaats in de periode 2010-2013. Bewoners hadden opnieuw de keuze uit verschillende pakketten. De meest uitgebreide renovatie leidde tot een energiezuinige en modern geventileerde woning. Hiervoor is een innovatieve techniek gebruikt die naar aanleiding van deze renovatie aan het gemeentelijk monument speciaal moest worden ontwikkeld en die snel landelijke navolging krijgt. Bewoners die hiervoor kozen, moesten tijdens de renovatie tijdelijk elders wonen. Zij konden echter ook kiezen voor een minimale onderhoudsbeurt, waardoor ze tijdens de renovatie in hun woning konden blijven.

## Eigendom
In 1965 werd de Gemeentelijke Woningdienst, tegelijk met de verhuizing naar het Wibauthuis, omgedoopt in Gemeentelijke Dienst Volkshuisvesting, waar de bouw en het beheer van de gemeentewoningen in handen kwam van het dienstonderdeel Gemeentelijk Woningbedrijf Amsterdam. Het Gemeentelijk Woningbedrijf werd in 1994 geprivatiseerd in de Stichting Het Woningbedrijf Amsterdam. Tussen 2004 en 2014 fuseerde deze stichting met woningcorporaties in Amsterdam, Almere, Haarlem, Haarlemmermeer, Noord-Kennemerland en Weesp tot de huidige Stichting Ymere, waardoor een van de grootste woningcorporaties van Nederland ontstond. 
Thans zijn verreweg de meeste woningen in het Olympia-complex nog steeds in eigendom en beheer bij Ymere. Sinds 2010 verkoopt Ymere enkele tientallen woningen na de grondige renovatie van het complex aan particulieren voor eigen-bewoning. Daardoor is sindsdien voor elk van de vijf blokken een vereniging van eigenaren actief in het complex.